# Friedrich-Spee-Kolleg

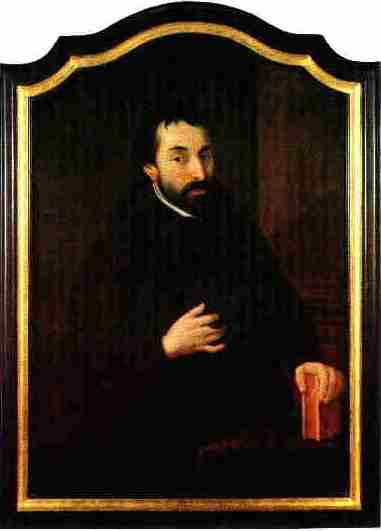
Friedrich Spee – zeitgenössisches Gemälde des Kölner Gymnasial- und Stiftungsfonds, früher im Atrium des Spee-Kollegs

Das Erzbischöfliche Friedrich-Spee-Kolleg war eine Bildungseinrichtung des Zweiten Bildungswegs in Neuss. Es führte als Weiterbildungskolleg Erwachsene in Tagesform zur Hochschulreife. Dabei konnte sowohl die Fachhochschulreife als auch die allgemeine Hochschulreife erworben werden. Träger war das Erzbistum Köln, die Rechtsform war eine Körperschaft des öffentlichen Rechts (KdöR).

## Gründung
Die Gründung des erzbischöflichen Friedrich-Spee-Kollegs in Neuss geht auf Initiative und Förderung des 1971 verstorbenen Prälaten Johannes Becker zurück. Die ersten konkreten Pläne für die später Friedrich-Spee-Kolleg genannte Bildungseinrichtung wurden bereits Anfang 1963 entwickelt. Am 11. Juni 1963 wurde der Lehrbetrieb der Schule mit 23 Studierenden aufgenommen. Ab der zweiten Aufnahmerunde wurden auch Frauen zugelassen.
Die Namensgebung geht auf Friedrich Spee von Langenfeld zurück.

## Die Gebäude

Schild mit dem Gebäude des ehemaligen Collegium Marianum im Hintergrund

Zunächst hatte das Friedrich-Spee-Kolleg seinen Sitz an der Breiten Straße 96 in Neuss. Als auch die pädagogische Hochschule (PH) mit in dasselbe Gebäude einzog, wurden die räumlichen Verhältnisse sehr beengt. Im Jahre 1971 wurde daher ein neues Schulgebäude an der Paracelsusstraße feierlich eingeweiht. Die nüchtern-klare Architektursprache der 1970er-Jahre findet vor allem im hellen und großen Atrium ihren Ausdruck. Neben modernen Physik- und Chemieräumen verfügt die Schule über mehrere Film- und Medienräume.

## Die Kollegleiter
Erster Kollegleiter war von 1963 bis 1980 Dr. Paul Blomenkamp (* 26. Januar 1926; † 5. November 2020). Ihm folgten Christine Heusch (1980–1992), Karl-Ludwig Wimberger (1992–1995) und Michael Roder (1995–2015). Leitender Kollegdirektor ab dem 1. August 2015 bis zur Schließung war der vormalige Erzbischöfliche Schulrat Oberstudiendirektor im Kirchendienst Norbert Keßler.

## Das Unterrichtsangebot
Der Unterricht am Friedrich-Spee-Kolleg entspricht den Richtlinien des Zweiten Bildungswegs. In der zweisemestrigen Einführungsphase (E-Phase) wird im Klassenverband unterrichtet. Dabei geht es vor allem um den Unterrichtsstoff der Mittelstufe als Grundlage für den Eintritt in die sich anschließende viersemestrige Hauptphase (H-Phase). In den H-Phasen-Semestern wird wie an Gymnasien des Ersten Bildungsweges kursweise unterrichtet. Man wählt 2 Leistungskurse und 6 Grundkurse, fakultativ ist die Wahl weiterer Grundkurse möglich, sofern der Stundenplan dies zulässt.

## Die Marianer und das Friedrich-Spee-Kolleg
Bis zum Ablauf des Schuljahres 2005/2006 besuchten auch die Vorseminaristen des Erzbischöflichen Collegium Marianum das Friedrich-Spee-Kolleg. Das Collegium Marianum ist ein Vorseminar für geistliche Berufe und die Schwestereinrichtung des Friedrich-Spee-Kollegs; die Vorseminaristen streben einen kirchlichen Beruf an und machten in Vorbereitung auf das Theologiestudium im Friedrich-Spee-Kolleg ihr Abitur nach.
Zum Schuljahr 2006/2007 zog das Collegium Marianum jedoch aus finanziellen Gründen von Neuss nach Bonn in das erzbischöfliche Theologenkonvikt Collegium Albertinum, wo es als eigenständige Einrichtung bestehen bleibt. Der Umzug war auch mit einem Schulwechsel der Marianer verbunden. Sie besuchen jetzt das Bonnkolleg. Ein kleiner Teil der „Marianer“ blieb jedoch als Außenkommunität in Neuss zurück. Der Grund dafür war, dass diese Studierenden bereits in den Hauptsemestern des Ausbildungsganges waren und somit der Ortswechsel, welcher mit einem Schulwechsel verbunden wäre, nicht mehr in Frage kam.
Der letzte Marianer hat Ende 2008 das Friedrich-Spee-Kolleg verlassen. Damit endete die Ära der schulischen Ausbildung von Seminaristen am Standort Neuss.

## Auflösung
Das Erzbistum Köln löste das Friedrich-Spee-Kolleg zum 31. Januar 2024 auf, was den Weg frei machte für eine Stärkung des Theodor-Schwann-Kollegs, das zugleich aus städtischer Trägerschaft in die Trägerschaft des Rhein-Kreises Neuss wechselt und an dem die Studierenden des Spee-Kollegs ein Weiterbildungsangebot erhalten. Die Entscheidung wird in Neuss kontrovers aufgenommen, entsprechend äußerten sich Vertreterinnen und Vertreter des Kreiskatholikenrates, aber auch der örtlichen CDU.
Am 26. Januar 2024 fand eine Verabschiedungsveranstaltung im Zusammenhang mit dem traditionellen Winterfest statt. Sie begann mit einer heiligen Messe, die der Kölner Generalvikar Guido Assmann zelebrierte. Wie Norbert Keßler in seiner Abschlussrede betonte, haben seit der Gründung der Schule 3.691 Menschen ihr Abitur am Spee-Kolleg gemacht, etwas 450 davon wurden später Priester.

## Ehemalige Schülerinnen und Schüler
Das Kolleg eröffnete seinen Studierenden auf dem zweiten Bildungsweg eine Möglichkeit zum Abitur, was für viele Studierende Startpunkt für ihr Studium und teils beeindruckende Karrieren gewesen ist:
- Friedrich Hubert Esser (* 1959), Präsident des Bundesinstituts für Berufsbildung (BIBB) in Bonn
- Ursula Kwasny (* 1952), deutsche Politikerin (CDU) und Bürgermeisterin der Stadt Grevenbroich (2009–2015)
- Kurt Wesoly (* 1944), promovierter Historiker